# Pokémon: Lucario e il mistero di Mew
Pokémon: Lucario e il mistero di Mew (ミュウと波導の勇者 ルカリオ?, Gekijōban Poketto Monsutā Adobansu Jenerēshon Myū to Hadō no Yūsha Rukario, Pocket Monsters Advanced Generation il film: Mew e l'eroe dell'Aura: Lucario), in inglese Pokémon: Lucario and the Mystery of Mew, è un film d'animazione del 2005 diretto da Kunihiko Yuyama e Darren Dunstan.
Si tratta dell'ottavo film dei Pokémon. Il lungometraggio è uscito nelle sale giapponesi il 16 luglio 2005. In Italia è stato trasmesso per la prima volta nel corso del Pokémon Day 2007 tenutosi a Mirabilandia ed è entrato a far parte di un palinsesto televisivo solamente due anni dopo, mandato in onda dal canale digitale terrestre Hiro il 4 gennaio 2009.
Il DVD del film è stato distribuito a partire dal 22 dicembre 2005 in Giappone, dal 16 agosto 2006 in Australia e dal 19 settembre dello stesso anno negli Stati Uniti d'America.

## Trama
Il film inizia con il racconto di una battaglia tra due eserciti, composti da uomini e Pokémon, svolta nei pressi del regno di Sir Aaron e della regina Lady Rin. Avvertito da Lucario dei rischi del conflitto, Sir Aaron si reca nel luogo della battaglia, rivela al Pokémon di aver abbandonato il ruolo di Maestro e lo imprigiona nel suo bastone che verrà consegnato alla regina da Pidgeot. Nel frattempo, proprio quando le due armate iniziano lo scontro, un potere magico provvederà a fermare i guerrieri. La
leggenda narra che fu Sir Aaron a ristabilire la pace.
Molti secoli dopo Ash e i suoi amici raggiungono il Palazzo di Cameron, dove è in corso una festa in onore di Sir
Aaron che comprende un torneo di Pokémon in maschera. In città è presente anche il Pokémon misterioso Mew
che, con la capacità di assumere varie forme si presenta a Pikachu sotto forma di Pichu, di Treecko ed infine di Aipom.
Ash, con l'aiuto di Pikachu, riesce a sconfiggere nella finale del torneo un Weavile e viene nominato "Guardiano dell'Aura", una carica annuale che permette all'allenatore di tenere tra le mani il bastone di Sir Aaron. Ash e Vera liberano i loro Pokémon per farli assistere alla festa, in compagnia di Mew (sotto forma di Aipom). Anche Meowth del Team Rocket li pedinerà, ma la sua attenzione verrà attirata da Kidd Summers, l'allenatrice che Ash ha sconfitto durante il torneo.
I Pokémon di Ash e Vera vengono accompagnati dal finto Aipom in una soffitta del Palazzo piena di giochi. Divertito, Mew si
trasforma prima in Pikachu ed infine rivela la sua vera forma una volta che Meowth piomba nella stanza dalla finestra, dopo aver perso l'equilibrio mentre seguiva Kidd sui tetti del Palazzo. Quest'ultima entra in azione vedendo Mew ed invia i suoi due Weavile ad applicare un trasmettitore al Pokémon leggendario. Tuttavia Pikachu tenta di difendere Mew, che provvede a trasformarsi in Meowth per confondere i suoi inseguitori. Anche Max, seguendo Munchlax, ha nel frattempo raggiunto la stanza e vede il Pokémon teletrasportarsi insieme a Pikachu e Meowth. Mew infine si trasforma in Pidgeot e fugge.
Al termine delle danze, Ash assume la posa caratteristica di Sir Aaron, basata su un dipinto presente nel Palazzo. L'Aura di Ash
tuttavia libera Lucario, convinto di essere rimasto prigioniero nel bastone solamente pochi giorni. Dopo un colloquio tra la regina, Lady Ilene, ed il Pokémon, Ash viene a sapere che Max ha visto Mew e che quest'ultimo ha condotto Pikachu nell'Albero dell'Inizio. Lucario e l'avventuriera Kidd Summers, il cui scopo è visitare l'Albero e scoprire il mistero di Mew, aiuteranno Ash a ritrovare il suo Pokémon.
Lucario tuttavia prova ancora rancore nei confronti del suo Maestro, a causa dell'abbandono, ed in generale verso tutti gli esseri umani, compreso Ash che subirà un tentativo di aggressione da parte del Pokémon. Nonostante ciò l'indomani Lucario guida con la sua Aura il fuoristrada di Kidd, il cui portabagagli ospita Jessie e James. Quando i ragazzi si fermano per il pranzo, trovano un esemplare di Bonsly che li accompagnerà nel viaggio. Nel frattempo Mew, Meowth e Pikachu continuano a giocare tranquilli.
Durante una pausa presso una sorgente termale Vera nota un fiore, successivamente raccolto da Ash, detto "Fiore del Tempo". Questa pianta ha la particolarità di mostrare avvenimenti del passato a chi possiede l'Aura. Nel frattempo Lucario continua a ricordare le sue esperienze con Sir Aaron e questo lo porterà a litigare nuovamente con Ash. Dopo una breve lotta, Vera sgriderà Ash e Max porterà del cioccolato al Pokémon.
La ricerca proseguirà fino a quando Lucario tornerà nel luogo in cui è stato imprigionato e farà rivivere l'episodio ad Ash ed i suoi amici. L'allenatore si scuserà con il Pokémon, che subito fiuta un pericolo: l'arrivo di Regirock che ha deciso di attaccare il fuoristrada. Lucario lo colpisce con una delle sue mosse e l'intera compagnia si rifugia all'interno dell'Albero.
Nell'Albero dell'Inizio vivono numerose specie di Pokémon e Kidd vorrebbe iniziare le sue ricerche sull'habitat. Tuttavia i
guardiani dell'Albero si oppongono alla presenza di esseri umani: Registeel colpisce le attrezzature e Regice impedisce ad Ash di raggiungere Pikachu. Inoltre il sistema immunitario dell'Albero inizia ad utilizzare i suoi globuli bianchi per risucchiare coloro che vengono considerati "germi".
Ash tenta di fermare i Regi utilizzando Corphish e Grovyle e riesce a raggiungere Pikachu, nonostante il forte
vento, grazie anche all'aiuto di Kidd. Lucario tenta di portarli in salvo, ma viene fermato da Registeel, mentre Kidd ed Ash vengono attaccati dai leucociti. Grazie all'intervento di Mew, tutti gli umani dell'albero (compresi i membri del Team Rocket) verranno salvati.
Tuttavia l'intero ecosistema, per via dello sforzo al fine di scacciare gli intrusi, inizia a collassare. Anche Mew, che vive in
simbiosi con l'Albero, si ammala ma riesce a condurre i suoi amici presso il cuore dello stesso. In quel luogo Lucario trova anche Sir Aaron cristallizzato. Un Fiore del Tempo svelerà che Aaron ha donato la sua Aura al Pokémon leggendario per salvare la popolazione del luogo. Lucario decide quindi di effettuare lo stesso sforzo per salvare l'Albero, ma non essendo sufficiente l'energia, anche Ash interviene per salvare i Pokémon che vivono in quell'habitat.
Prima di completare il processo, Lucario allontana Ash, in modo da risparmiare la vita del ragazzo e sacrificarsi da solo. Prima di
morire, un altro Fiore del Tempo mostra a Lucario il suo Maestro in fin di vita che rivela di ritenere il Pokémon più che uno studente, il suo migliore amico. Lucario, dopo aver ricambiato i sentimenti nei confronti di Aaron, si dissolve con lui ed entra a far parte del circolo vitale dell'Albero.
Ash riferisce la sorte di Lucario a Vera, Max e Brock e spiega che l'Aura del Pokémon è ancora dentro di lui. Nei titoli di coda i ragazzi vengono riaccompagnati al Palazzo da Kidd e notano che nel quadro che raffigurava Sir Aaron adesso è presente, al suo fianco, anche Lucario e che nell'Albero dell'Inizio non solo è ritornata la tranquillità, ma anche che Mew ha trovato in Bonsly un nuovo compagno di giochi.

## Distribuzione

### Doppiaggio
- In questo film, l'ultimo distribuito dalla 4Kids, il Pokémon Bonsly viene pronunciato "Bon-slì". A partire dalla nona serie viene invece chiamato "Bon-slai", in modo che assomigli di più alla parola bonsai, su cui il Pokémon è basato.[1]
- Nella versione inglese, a differenza della versione giapponese, durante i titoli di coda non si sente Ash parlare.
- Nella versione italiana, la canzone iniziale, Unbeatable, è stata proposta in versione strumentale, proprio come quella finale We will meet again.
- Mentre nelle versioni inglese e giapponese la parte iniziale del film viene narrata dal narratore, nella versione italiana colei che narra il pezzo iniziale del lungometraggio non è il narratore, bensì la madre che racconta la leggenda di Lucario alla figlia.
- Dopo aver osservato che Lucario, essendo un Pokémon, non viene inglobato dall'anticorpo, Kidd nella versione inglese afferma "I guess Pokémon aren't considered dangerous" (Immagino che i Pokémon non siano considerati pericolosi). Nella versione italiana, invece, dice: "Non immaginavo che anche i Pokémon fossero pericolosi", stravolgendo completamente il senso della frase.[2]

## Accoglienza

### Incassi
Per le prime tre settimane in Giappone, l'ottavo film dei Pokémon è stato il più visto tra i film made in Japan ed il secondo tra tutti i film trasmessi in quel periodo. Nel settembre del 2005 il film ha incassato 4,11 miliardi di yen (circa 24,5 milioni di euro), secondo solamente all'incasso del 2005 de Il castello errante di Howl.

## Riferimenti
- Il castello del film è basato sul castello di Neuschwanstein, in Algovia (Baviera).[1]
- Dopo Latios in Pokémon Heroes, Lucario è il secondo Pokémon che muore nel corso di un film.[1]
- Durante i crediti finali, si può vedere Kidd che visita Forina ed incontra Butler e Diane, personaggi del sesto film.[1]
- I due eserciti sono vestiti di rosso e di verde, riferimento ai videogiochi Pokémon Rosso e Verde.[1]
- Il personaggio di Sir Aaron è basato sull'allenatore Marisio, presente in Pokémon Diamante e Perla e Pokémon Platino, oltre che nella serie animata.[4] Anche Marisio possiede un esemplare di Lucario.